# Alexander Schmidt
Alexander Schmidt (1831 - 22 de abril de 1894) fue un fisiólogo que nació en la Isla de Mohn, que hoy es llamada Muhu, Estonia. En 1858, recibió su doctorado en Medicina por la Universidad de Tartu y, posteriormente, fue asistente de Felix Hoppe-Seyler (1825-1895) en Berlín, y Carl Ludwig (1816-1895), en Leipzig. En 1869 sustituyó a Friedrich Bidder (1810-1894), como profesor de fisiología en Dorpat, donde permaneció por el resto de su vida.
Schmidt es recordado por sus investigaciones sobre el proceso de coagulación de la sangre, demostrando que la transformación del fibrinógeno en fibrina es resultado de un proceso enzimático. El llamó a la hipotética enzima "trombina", y denominó a su precursor protrombina. A Schmidt se le atribuye el mérito de haber proporcionado las bases para la creación de los sistemas de anti-coagulación y del desarrollo de la transfusión de sangre.